# Friedrich Ludwig Jahn
Pour les articles homonymes, voir Jahn.
Friedrich Ludwig Jahn (né le 11 août 1778 à Lanz – mort le 15 octobre 1852 à Freyburg, province de Saxe) était un éducateur prussien, promoteur de la gymnastique et du nationalisme germanique via son organisation « Turnverein » au sein du Mouvement gymnique allemand. En 1848, Jahn devient membre du parlement de Francfort. Jahn est l'un des initiateurs de la création de l'Urburschenschaft.

## Biographie

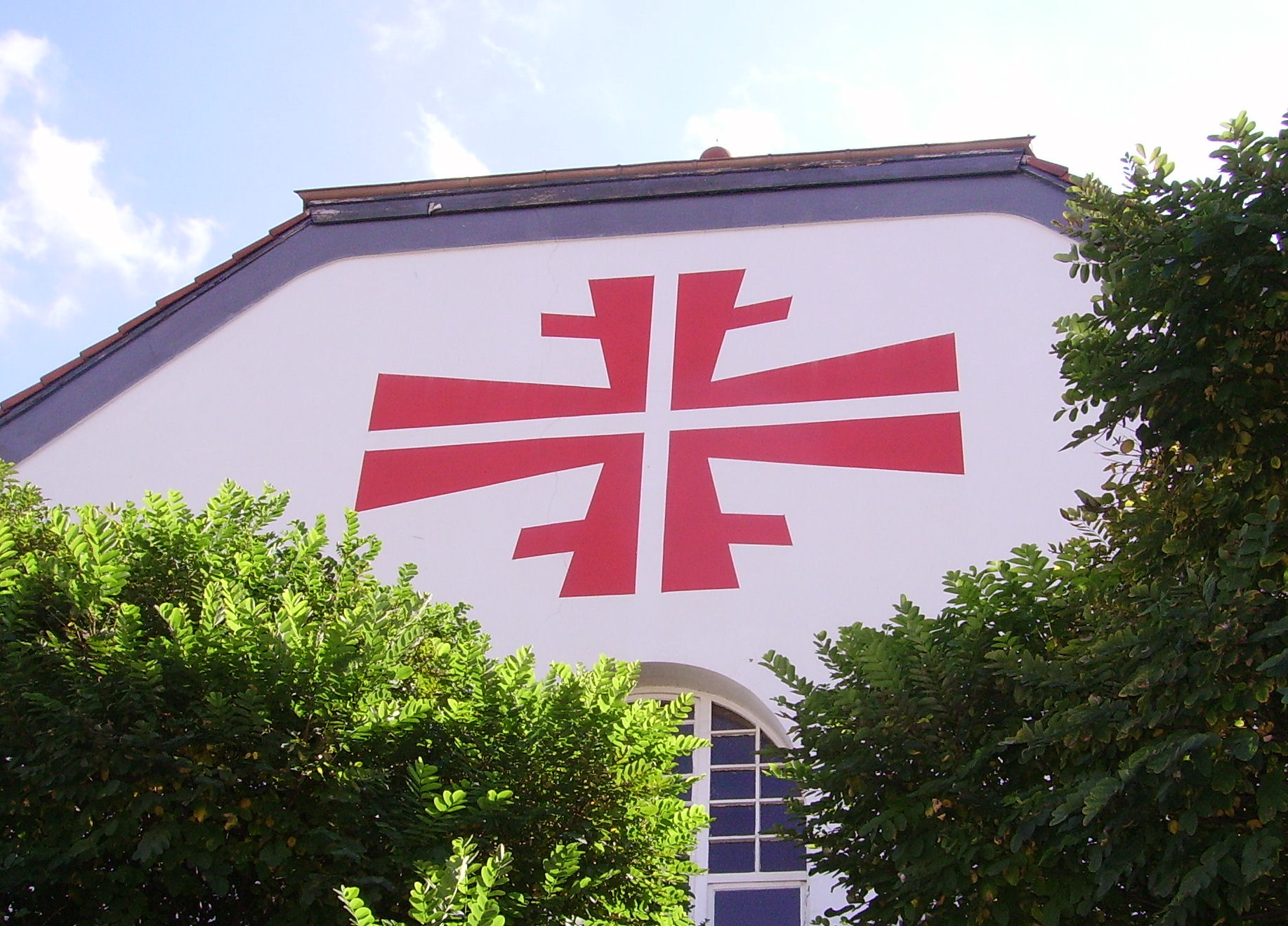
Croix « Turnerkreuz » avec les 4 F sur les vestiaires d'un terrain de sport à Eisenberg (Pfalz).

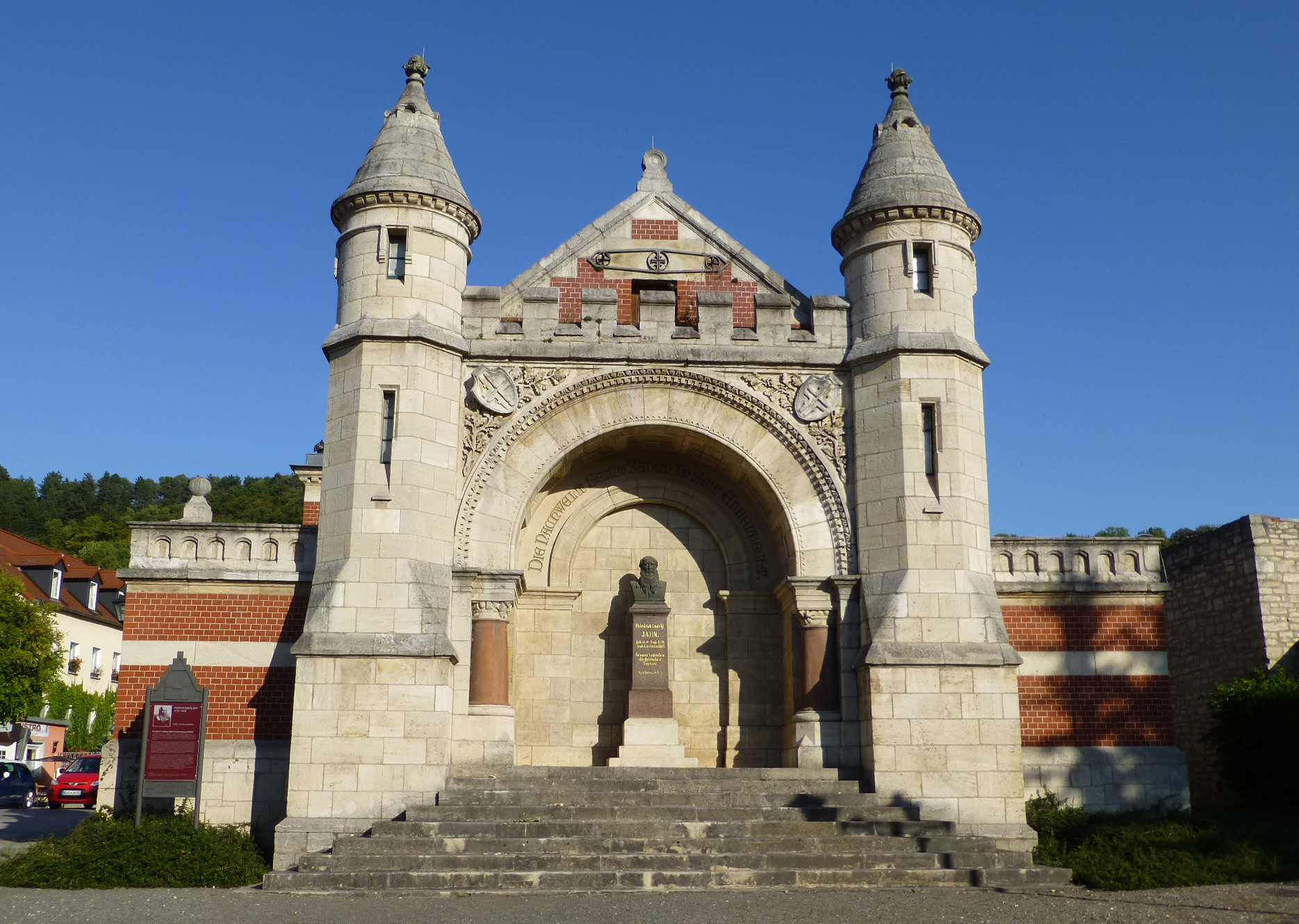
Son mausolée à Freyburg (Saxe-Anhalt).

Friedrich Ludwig Jahn est le fils d'un pasteur protestant Alexander Friedrich Jahn (1742-1811) et de sa femme, la fille du pasteur Dorothea Sofia, n. Schultze (* 1751). En 1791, il fréquente le lycée de Salzwedel (Altmark), qui fut renommé en 1931 Jahngymnasium Salzwedel. À partir de 1794, il étudie au lycée berlinois du monastère franciscain à Berlin qu'il quitte deux ans plus tard sans diplôme.

## Idées et postérité
Il est souvent appelé Turnvater Jahn, le « père de la gymnastique », pour ses apports à ce sport. Sa gymnastique, le « Turnen », agit sur le plan physique mais aussi au niveau du sentiment national. Elle a été conçue après la défaite d'Iéna face à la France. Elle avait pour objectif de préparer la revanche en restaurant la virilité du peuple allemand et le sentiment national dans le but de créer un État-nation allemand. Le Turnen représente la virilité, l'éducation collective qui vise à ré-imprégner l’individu de la culture de son pays. Il développe la solidarité et le sentiment national.
Le mouvement du Turnverein qu'il a fondé a eu une influence intellectuelle sur la genèse du nazisme et du Sokol en Tchéquie.
Le logotype de son organisation comportait une croix stylisée avec 4 F pour « Frisch, fromm, fröhlich, frei » c'est-à-dire : « frais, pieux, joyeux, libre ».
Il considérait la pratique du sport par le peuple comme une nécessité afin de travailler contre son asservissement et de préparer la lutte contre « les ennemis de la liberté » et d'éveiller une conscience nationale, en Allemagne.
C'est ainsi qu'on lui prête (car non comprise dans ses propres publications) la citation suivante : « Les Polonais, les Français, les curetons, la noblesse et les Juifs sont la malchance de l'Allemagne », citation reprise du XXe siècle pour accréditer le nationalisme allemand. Il est considéré par les nazis comme un précurseur de leur doctrine, dans l'utilisation du sport comme moyen de renforcement patriotique et de préparation à la guerre. 

## Œuvres
- Bereicherung des hochdeutschen Sprachschatzes (Leipzig, 1806).
- Deutsches Volksthum (Lübeck, 1810).
- Runenblätter (Frankfurt, 1814).
- Die Deutsche Turnkunst (Berlin, 1816).
- Neue Runenblätter (Naumburg, 1828).
- Merke zum deutschen Volksthum (Hildburghausen, 1833).
- Selbstvertheidigung (Vindication) (Leipzig, 1863).